# Tysnesøy
59°58′42″N 5°32′58″Ø / 59.97833°N 5.54944°Ø
Tysnesøy er den største  ø i Tysnes kommune, Vestland fylke i Norge. Arealet er 199 km². Den største by er Våge med 515 indbyggere. Det højeste punkt på øen er Tysnessåta som ligger 752 meter over havet.
Der er bro over Lukksundet til fastlandet i Fusa kommune. Øen har færgeforbindelse fra Våge til Halhjem i Os, og fra Hodnanes til Huglo og Jektevik på Stord.
Sundet Langenuen går langs vestsiden af øen, mod nord ligger Bjørnafjorden, og mod øst ligger Onarheimsfjorden.

## Historie
Njardarlög, som er det gamle navn på Tysnes, har navnet fra den norrøne gud Njord. Øen var en tid et vigtigt religiøst center. Ved det gamle handelssted Årbakka findes der gravhøje og bautastene. 